# کارلوس لارانیاگا
کارلوس لارانیاگا (اسپانیایی: Carlos Larrañaga‎؛ ‏ ۱۱ مارس ۱۹۳۷ – ۳۰ اوت ۲۰۱۲) بازیگر اهل اسپانیا بود.
از فیلم‌ها یا برنامه‌های تلویزیونی که وی در آن نقش داشته‌است، می‌توان به کاروسل حوالی ۱۹۵۰ و امکانش هست؟ اشاره کرد.
وی همچنین برندهٔ جوایزی همچون جایزه زرین برنامه‌های تلویزیونی شده‌است.